# Дяченко Дмитро Михайлович
Дмитро́ Миха́йлович Дяче́нко (26 серпня (7 вересня) 1887 , Таганрог, Область Війська Донського  — 21 травня 1942 , Саратовська область ) — український архітектор і громадський діяч, засновник стилю українського необароко. Професор, член-кореспондент Академії архітектури СРСР (1935). Жертва сталінського терору.

## Біографія
Народився в місті Таганрог в багатодітній родині швеця, який переїхав на Дон із села Патлаївки на Полтавщині. Перші роки свого життя Дмитро Дяченко провів у Новочеркаську, де здобув початкову освіту: закінчив спочатку церковно-приходську школу, а потім — гімназію. Літа проводив у селі Патлаївці під Полтавою — на батьківщині батьків.
У 1907 році Дмитро закінчив Таганрозьке 8-класне технічне училище, вступив до Харківського технологічного інституту, а вже через рік — до Академії художеств та Інституту цивільних інженерів у Санкт-Петербурзі. 1909-го очолив місцеву студентську «Громаду», зусилями якої в 1912-му році організовано першу в Російській імперії професійну виставку української архітектури. Члени гуртка їздили в Україну, досліджували архітектурні пам'ятки та замальовували старовинні будівлі, церкви, дзвіниці, монастирі, вітряки тощо.
Ще за часів студіювання Дмитро Дяченко спроєктував приміщення земської лікарні в Лубнах. Молодий архітектор тоді вперше у своїй роботі звернувся до народних мотивів української архітектури. У 1913 році за ескізами Дяченка була зведена брама, яка мала вигляд еліптичної арки, обабіч неї стояли накриті дахами дві вежі. Ця споруда будувалася для Всеросійської сільськогосподарської виставки в Москві.
У селі Круглик архітектор, на замовлення, звів будинок Климова. Саме з цієї будівлі розпочалося формування нової течії в архітектурі — українського необароко. За два роки зодчий звів ще два приміщення — церковно-археологічний музей у Кам'янці-Подільському та будинок міської управи в Ковелі, за які отримав перші премії. У той період проєкт Дяченка переміг на конкурсі, і йому доручили зведення меморіальної каплиці та церкви в Харкові.
Після успішного закінчення Інституту цивільних інженерів у 1914 році працював земським інженером спочатку Полтавської, потім Київської губернії.
До 1917-го жив у Полтаві, потім перебрався до Києва. У 1917 році, зокрема, проживав за адресою вул. Паньківська, 9, п. 22 (будинок Грушевського). 1918 року став головою Товариства українських архітекторів (1918—1920).
Дяченко — фундатор і ректор Українського архітектурного інституту в Києві (1918—1922), у 1925–1930 — професор Української сільськогосподарської академії (тепер Національний університет біоресурсів і природокористування України), 1932—1937 — Київського художнього інституту (тепер Національна академія образотворчого мистецтва і архітектури). Провадив велику громадську роботу.
1924-го року у родині Дмитра Михайловича народився син Василь — майбутній відомий антрополог. До 1937 року продовжував займатися педагогічною діяльністю.
У 1926 і 1930 роках архітектор розробив і видав альбоми типових проектів колгоспного житла для УСРР.
У 1930-х роках праці Дяченка засуджені більшовицькою критикою як вияв українського націоналізму. Сміливі виступи та стійкість творчих переконань — різкої критики за використання історичного стилю українського бароко зазнав комплекс споруд у місцевості Голосіїв — зробили неможливим його перебування в Києві.
Протягом 1932–1935 років Дяченко викладав архітектурне проектування в майстерні Київського художнього інституту. У 1935 році обраний членом-кореспондентом Академії архітектури.
Під загрозою арешту у 1937 році переїхав до Москви, де працював над новими проектами сільських осель, клубами, створив інтер'єр книгарні «Українська книга».
Вранці 1 липня 1941 року в комунальній квартирі № 1 у Бабушкиному провулку (зараз — вулиця Олександра Лук'янова), 5 був заарештований. Після двогодинного обшуку його відправили до Бутирки. Півроку його тримали у Лефортово, де ґрунтовно підірвали здоров'я. Постановою Особливої ради НКВС СРСР звинувачений у «націоналістичній діяльності», архітектор отримав вісім років таборів. 21 травня 1942 року Дяченко «достроково» помер від «пелагри III ступеня виснаження» в концтаборі НКВС Саратовської області. Тіло було поховане в братській могилі разом з іншими в'язнями.
Реабілітований Верховним Судом СРСР у 1957 році.

## Творчість

Корпус Лісотехнічного інституту (1925—27) в Києві

### Архітектура
Низку його архітектурних творів визнано пам'ятками культурної спадщини. Серед найкращих проектів — ансамбль нинішнього Національного аграрного університету в Голосіївському лісі — усі споруди муровані, дво- та триповерхові, симетрично-вісьової композиції, вирішені за останнім словом будівництва науки і техніки того часу, водночас органічно поєднані формами, деталями в стилі українського бароко (модернові фронтони, аркади, високі мансардові дахи з заломами і люкарнами). Брав активну участь в архітектурних конкурсах, проектуючи будівлі та споруди в українському стилі. На відміну від інших колег (В. Г. Кричевського, О. Г. Сластіона) орієнтувався не на селянську архітектуру, а на високопрофесійне зодчество Мазепинської доби, на стилістику Мазепинського бароко, вбачаючи в цьому втілення української державницької традиції. Активно відстоював цю позицію в архітектурних дискусіях 1920-х ― 1930-х, за що постійно зазнавав нещадної критики як провідник шкідливого «буржуазно-націоналістичного напряму» в українській радянській архітектурі.
Практичний інтерес Дяченка до української архітектури доби Гетьманщини найяскравіше проявився в архітектурному ансамблі Української сільськогосподарської академії у тодішній околиці Києва Голосієвому. Його створення за більшовицького режиму стало можливим як наслідок периферійного розташування та високої оцінки, яку отримав проект у закордонній пресі. Дяченку належать багато нереалізованих проектів. Його творчому впливу завдячуємо прекрасно прорисованим фронтоном на чолі споруди залізничного вокзалу в Києві, яка без цього знакового українського елементу лишилась би безликим конструктивістським об'єктом 1930-х.
Головні роботи Дмитра Дяченка:
- земська лікарня в Лубнах, 1913—1915 рр., вул. Льва Толстого, 16/27 (Київ);
- комплекс споруд Української сільськогосподарської академії та корпуси інститутів ветеринарії, тваринництва в Голосієві (нині Національний університет біоресурсів і природокористування України; 1926—1929);
- житловий будинок кооперативу «Науковий працівник», 1928—1930 рр., Пушкінська вул., 7 (Київ);
- Санаторій № 19 ВЦСПС, 1934—1935 рр., проспект Леніна, 21 (Кисловодськ)
- Українська академія радянської торгівлі (нині — Міністерство освіти і науки України), 1935—1938 рр. (реконструкція, арх. Фадеїчев В., 1958 г.), просп. Перемоги, 10 (Київ);
- сільськогосподарський інститут у Ташкенті, 1936—1937 рр., вул. Університет, 2;
- гідромеліоративний технікум у Поті, 1936—1939 рр.

### Праці
- Будова села. Київ: Червоний шлях, 1924;
- Проекти з сільського будівництва. Київ, 1926.

## Пам'ять
У Києві з 2019 року існує вулиця Архітектора Дяченка.